# تیم ملی فوتبال ساحلی ایران
تیم ملی فوتبال ساحلی ایران اولین بار در سال ۲۰۰۶ با مربیگری فرشاد فلاحت‌زاده و برخی دیگر از بازیکنان قدیمی فوتبال ایران از جمله بهزاد داداش‌زاده و رضا حسن‌زاده شکل گرفت. این تیم در اولین حضور برون مرزی در قهرمانی فوتبال ساحلی آسیا ۲۰۰۶ به مقام سوم رسید و به یکی از سه سهمیه تیم‌های آسیایی در دومین دوره جام جهانی فوتبال ساحلی دست یافت.محمدعلی مختاری هم‌اکنون کاپیتان این تیم است.

## ترکیب کنونی
ترکیب کنونی تیم ملی برای جام جهانی ۲۰۲۵ 
سیدمهدی میرجلیلی، عباس رضایی، رضا امیری زاده، سعید پیرامون، سیدعلی ناظم، مهدی شیرمحمدی، علی میرشکاری، موحد محمدپور، محمدعلی مختاری، محمدعلی نظرزاده، محمد معصومی‌زاده و سیدمحمد داستان
سرمربی: علی نادری

## فهرست سرمربیان
| ملیت  | نام و نام خانوادگی | مدت حضورحضور از سال |
| ----- | ------------------ | ------------------- |
| ایران | فرشاد فلاحت‌زاده    | ۲۰۰۶ - ۲۰۰۷         |
| برزیل | مارکو اکتاویو      | ۲۰۰۷ - ۲۰۰۸         |
| ایران | فرشاد فلاحت‌زاده    | ۲۰۰۸ - ۲۰۰۹         |
| ایران | رضا صادق‌پور        | ۲۰۰۹ - ۲۰۱۰         |
| برزیل | مارکو اکتاویو      | ۲۰۱۰ - ۲۰۱۱         |
| ایران | بهزاد داداش‌زاده    | ۲۰۱۱ - ۲۰۱۲         |
| برزیل | مارکو اکتاویو      | ۲۰۱۲ - ۲۰۱۵         |
| ایران | محمدحسین میرشمسی   | ۲۰۱۵ - ۲۰۱۷         |
| برزیل | مارکو اکتاویو      | ۲۰۱۷ - ۲۰۱۹         |
| ایران | عباس هاشم‌پور       | ۲۰۲۱ - ۲۰۲۲         |
| ایران | علی نادری          | ۲۰۲۲ - تا کنون      |

## نتایج

#### جام ملتهای فوتبال ساحلی آسیا ۲۰۲۵
| ۱ فروردین ۱۴۰۴ جام ملت‌های فوتبال ساحلی آسیا ۲۰۲۵ | ایران | ۲-۱۲ | اندونزی | پاتایا، تایلند |
| ۱۲:۰۰                                            |       |      |         |                |

| ۳ فروردین ۱۴۰۴ جام ملت‌های فوتبال ساحلی آسیا ۲۰۲۵ | ایران | ۰-۱۴ | افغانستان | پاتایا، تایلند |
| ۱۵:۰۰                                            |       |      |           |                |

| ۵ فروردین ۱۴۰۴ جام ملت‌های فوتبال ساحلی آسیا ۲۰۲۵ | ایران | ۳-۴ | امارات متحدهٔ عربی | پاتایا، تایلند |
| ۱۵:۰۰                                            |       |     |                   |                |

| ۷ فروردین ۱۴۰۴ جام ملت‌های فوتبال ساحلی آسیا ۲۰۲۵ | ایران | ۰-۱۱ | بحرین | پاتایا، تایلند |
| ۱۵:۰۰                                            |       |      |       |                |

| ۹ فروردین ۱۴۰۴ جام ملت‌های فوتبال ساحلی آسیا ۲۰۲۵ | ایران | ۰-۶ | عربستان سعودی | پاتایا، تایلند |
| ۱۵:۰۰                                            |       |     |               |                |

| ۱۰ فروردین ۱۴۰۴ جام ملت‌های فوتبال ساحلی آسیا ۲۰۲۵ | ایران | ۱-۸ | عمان | پاتایا، تایلند |
| ۱۷:۰۰                                             |       |     |      |                |

#### جام جهانی فوتبال ساحلی ۲۰۲۵
| ۱۱ اردیبهشت ۱۴۰۴ جام جهانی فوتبال ساحلی ۲۰۲۵ مرحله گروهی | ایران | ۴-۵ | موریتانی | پورت‌ویکتوریا، سیشل |
| ۱۶:۰۰                                                    |       |     |          |                    |

| ۱۳ اردیبهشت ۱۴۰۴ جام جهانی فوتبال ساحلی ۲۰۲۵ مرحله گروهی | ایران | ۱-۵ | پاراگوئه | پورت‌ویکتوریا، سیشل |
| ۱۶:۰۰                                                    |       |     |          |                    |

| ۱۵ اردیبهشت ۱۴۰۴ جام جهانی فوتبال ساحلی ۲۰۲۵ مرحله گروهی | ایران | ۷-۵ | پرتغال | پورت‌ویکتوریا، سیشل |
| ۲۰:۰۰                                                    |       |     |        |                    |

| ۱۸ اردیبهشت ۱۴۰۴ جام جهانی فوتبال ساحلی ۲۰۲۵ مرحله یک‌چهارم نهایی | ایران | ۴-۳ | بلاروس | پورت ویکتوریا، سیشل |
| ۱۴:۳۰                                                            |       |     |        |                     |

## تیم فوتبال ساحلی ایران درجام جهانی فوتبال ساحلی| جام‌های جهانی
مسابقات جام جهانی فوتبال ساحلی از سال ۱۹۹۵ آغاز و قهرمان اولین دوره تیم فوتبال ساحلی برزیل شد.
تیم ایران ۷ دوره در مسابقات جام جهانی فوتبال ساحلی شرکت کرده‌است.
- جام جهانی فوتبال ساحلی ۲۰۰۶: تیم فوتبال ساحلی ایران پس از کسب مقام سوم قهرمانی فوتبال ساحلی آسیا ۲۰۰۶ برای اولین بار در سال ۲۰۰۶ با سرمربیگری فرشاد فلاحت‌زاده به جام جهانی فوتبال ساحلی ۲۰۰۶ راه یافت.
- جام جهانی فوتبال ساحلی ۲۰۰۷: تیم فوتبال ساحلی ایران پس از کسب مقام سوم قهرمانی فوتبال ساحلی آسیا ۲۰۰۷ برای دومین بار با سرمربیگری مارکو اکتاویو به جام جهانی فوتبال ساحلی ۲۰۰۷ راه یافت.
- جام جهانی فوتبال ساحلی ۲۰۰۸: تیم فوتبال ساحلی ایران پس از کسب مقام سوم قهرمانی فوتبال ساحلی آسیا ۲۰۰۸ برای سومین بار با سرمربیگری فرشاد فلاحت‌زاده به جام جهانی فوتبال ساحلی ۲۰۰۸ راه یافت.
- جام جهانی فوتبال ساحلی ۲۰۱۱: تیم فوتبال ساحلی ایران پس از کسب مقام سوم قهرمانی فوتبال ساحلی آسیا ۲۰۱۱ برای چهارمین بار با سرمربیگری بهزاد داداش‌زاده به جام جهانی فوتبال ساحلی ۲۰۱۱ راه یافت.[۲]
- جام جهانی فوتبال ساحلی ۲۰۱۳: تیم فوتبال ساحلی ایران پس از کسب مقام قهرمانی قهرمانی فوتبال ساحلی آسیا ۲۰۱۳ برای پنجمین بار با سرمربیگری مارکو اکتاویو به جام جهانی فوتبال ساحلی ۲۰۱۳ راه یافت.[۳]
- جام جهانی فوتبال ساحلی ۲۰۱۵: تیم فوتبال ساحلی ایران پس از کسب مقام سوم قهرمانی فوتبال ساحلی آسیا ۲۰۱۵ برای ششمین بار با سرمربیگری مارکو اکتاویو به جام جهانی فوتبال ساحلی ۲۰۱۵ راه یافت.[۳][۴]
- جام جهانی فوتبال ساحلی ۲۰۱۷: تیم فوتبال ساحلی ایران پس از کسب مقام قهرمانی قهرمانی فوتبال ساحلی آسیا ۲۰۱۷ برای هفتمین بار با سرمربیگری محمدحسین میرشمسی به جام جهانی فوتبال ساحلی ۲۰۱۷ راه یافت.[۵][۶][۷]

در این دوره ایران با شکست ایتالیا به مقام سوم جام جهانی فوتبال ساحلی رسید. ایران در این دوره با ترکیب سید پیمان حسینی و حمید بهزادپور به‌عنوان دروازه‌بانان تیم ملی و حسن عبداللهی مبرهن، مصطفی کیانی، امیرحسین اکبری، علی میرشکاری، محمد مرادی به‌عنوان مدافعان و محمد احمدزاده، محمدعلی مختاری، فرید بلوک باشی، مسلم مسیگر و سیدعلی ناظم به‌عنوان مهاجم با سرمربیگری محمدحسین میرشمسی شرکت کرده‌است.
- جام جهانی فوتبال ساحلی ۲۰۲۴: تیم ملی فوتبال ساحلی ایران پس از پیروزی برابر بحرین در مسابقات قهرمانی فوتبال ساحلی آسیا ۲۰۲۳ برای هشتمین بار به جام جهانی فوتبال ساحلی ۲۰۲۴ راه یافت.در این دوره ایران به مقام سوم جام جهانی فوتبال ساحلی رسید.[۹]
- جام جهانی فوتبال ساحلی ۲۰۲۵: تیم ملی فوتبال ساحلی ایران پس از پیروزی برابر عربستان در مسابقات قهرمانی فوتبال ساحلی آسیا ۲۰۲۵ برای نهمین بار به جام جهانی فوتبال ساحلی ۲۰۲۵ راه یافت.[۱۰]

## تیم فوتبال ساحلی ایران در جام بین قاره‌ای فوتبال ساحلی
جام بین قاره‌ای فوتبال ساحلی یک مسابقه بین‌المللی است که از سال ۲۰۱۱ هر ساله در شهر دبی امارات متحده برگزار می‌شود.
تیم فوتبال ساحلی ایران از سال ۲۰۱۳ در این مسابقات شرکت کرده و در اولین حضورش در این رقابت‌ها مقام قهرمانی را کسب کرده‌است.
- جام بین قاره‌ای فوتبال ساحلی ۲۰۱۳ قهرمان
- جام بین قاره‌ای فوتبال ساحلی ۲۰۱۴ (مقام چهارم)
- جام بین قاره‌ای فوتبال ساحلی ۲۰۱۵ (مقام سوم)
- جام بین قاره‌ای فوتبال ساحلی ۲۰۱۶ (نایب قهرمان)
- جام بین قاره‌ای فوتبال ساحلی ۲۰۱۷ (مقام سوم)
- جام بین قاره‌ای فوتبال ساحلی ۲۰۱۸ قهرمان
- جام بین قاره‌ای فوتبال ساحلی ۲۰۱۹ قهرمان
- جام بین قاره‌ای فوتبال ساحلی ۲۰۲۱ (نایب قهرمان)
- جام بین قاره‌ای فوتبال ساحلی ۲۰۲۲ قهرمان

### جدول تیم‌های موفقجام بین قاره‌ای فوتبال ساحلی
| #  | تیم     | قهرمان                     | نایب قهرمان          | مقام سوم           | مقام چهارم     | مجموع |
| -- | ------- | -------------------------- | -------------------- | ------------------ | -------------- | ----- |
| ۱  | روسیه   | ۴ (۲۰۱۱, ۲۰۱۲, ۲۰۱۵ ,۲۰۲۱) | ۳ (۲۰۱۳, ۲۰۱۴, ۲۰۱۸) | ۱ (۲۰۱۶)           | ۲ (۲۰۱۷,۲۰۱۹)  | ۱۰    |
| ۲  | ایران   | ۴(۲۰۱۳٬۲۰۱۸٬۲۰۱۹٬۲۰۲۲)     | ۲ (۲۰۱۶ ,۲۰۲۱)       | ۲ (۲۰۱۵, ۲۰۱۷)     | ۱ (۲۰۱۴)       | ۹     |
| ۳  | برزیل   | ۳(۲۰۱۴, ۲۰۱۶, ۲۰۱۷)        | ۳(۲۰۱۱, ۲۰۱۲٬۲۰۲۲)   | ۱(۲۰۱۸)            | –              | ۷     |
| ۴  | پرتغال  | –                          | ۱ (۲۰۱۷)             | ۱ (۲۰۱۴)           | –              | ۲     |
| ۵  | تاهیتی  | –                          | ۱ (۲۰۱۵)             | –                  | ۱ (۲۰۱۶)       | ۲     |
| ۶  | امارات  | –                          | –                    | ۳ (۲۰۱۲٬۲۰۱۳٬۲۰۱۹) | ۱ (۲۰۱۱)       | ۴     |
| ۷  | سوئیس   | –                          | –                    | ۱ (۲۰۱۱)           | ۱ (۲۰۱۳)       | ۲     |
| ۸  | مصر     | –                          | –                    | –                  | ۲ (۲۰۱۵, ۲۰۱۸) | ۲     |
|    | اسپانیا | -                          | ۱(۲۰۱۹)              | -                  | -              | ۱     |
| ۱۰ | نیجریه  | –                          | –                    | –                  | ۱ (۲۰۱۲)       | ۱     |

## تیم ملی فوتبال ساحلی ایران درجام ملت‌های فوتبال ساحلی آسیا
- قهرمانی فوتبال ساحلی آسیا ۲۰۰۶ (مقام سوم)
- قهرمانی فوتبال ساحلی آسیا ۲۰۰۷ (مقام سوم)
- قهرمانی فوتبال ساحلی آسیا ۲۰۰۸ (مقام سوم)
- قهرمانی فوتبال ساحلی آسیا ۲۰۰۹ (مقام چهارم)
- قهرمانی فوتبال ساحلی آسیا ۲۰۱۱ (مقام سوم)
- قهرمانی فوتبال ساحلی آسیا ۲۰۱۳ قهرمان
- قهرمانی فوتبال ساحلی آسیا ۲۰۱۵ (مقام سوم)[۳]
- قهرمانی فوتبال ساحلی آسیا ۲۰۱۷ قهرمان
- قهرمانی فوتبال ساحلی آسیا ۲۰۱۹ (یک چهارم نهایی)
- قهرمانی فوتبال ساحلی آسیا ۲۰۲۳ قهرمان
- قهرمانی فوتبال ساحلی آسیا ۲۰۲۵ قهرمان

## تاریخچه

### === مسابقات کوچک ===
شامل تورنمنت‌های دوستانه کوچک حاوی ۳ تیم یا‌‌‌ بیش‌تر
| آمار تورنمنت‌های ۳، ۴ و ۶ جانبه بین‌المللی | آمار تورنمنت‌های ۳، ۴ و ۶ جانبه بین‌المللی | آمار تورنمنت‌های ۳، ۴ و ۶ جانبه بین‌المللی | آمار تورنمنت‌های ۳، ۴ و ۶ جانبه بین‌المللی | آمار تورنمنت‌های ۳، ۴ و ۶ جانبه بین‌المللی | آمار تورنمنت‌های ۳، ۴ و ۶ جانبه بین‌المللی | آمار تورنمنت‌های ۳، ۴ و ۶ جانبه بین‌المللی | آمار تورنمنت‌های ۳، ۴ و ۶ جانبه بین‌المللی | آمار تورنمنت‌های ۳، ۴ و ۶ جانبه بین‌المللی | آمار تورنمنت‌های ۳، ۴ و ۶ جانبه بین‌المللی | آمار تورنمنت‌های ۳، ۴ و ۶ جانبه بین‌المللی |
| Year                                     | Round                                    | Pld                                      | W                                        | WE                                       | WP                                       | L                                        | GS                                       | GA                                       | Dif                                      | Pts                                      |
| ---------------------------------------- | ---------------------------------------- | ---------------------------------------- | ---------------------------------------- | ---------------------------------------- | ---------------------------------------- | ---------------------------------------- | ---------------------------------------- | ---------------------------------------- | ---------------------------------------- | ---------------------------------------- |
| مسابقات ۶ جانبه بلاروس ۲۰۱۳              | قهرمانی                                  | ۳                                        | ۳                                        | ۰                                        | ۰                                        | ۰                                        | ۱۲                                       | ۶                                        | +۶                                       | ۹                                        |
| مسابقات ۳ جانبه بلاروس ۲۰۱۴              | قهرمانی                                  | ۲                                        | ۲                                        | ۰                                        | ۰                                        | ۰                                        | ۱۰                                       | ۷                                        | +۳                                       | ۶                                        |
| مسابقات ۴ جانبه بلاروس ۲۰۱۵              | قهرمانی                                  | ۳                                        | ۳                                        | ۰                                        | ۰                                        | ۰                                        | ۱۸                                       | ۸                                        | +۱۰                                      | ۹                                        |
| مسابقات ۴ جانبه ایران ۲۰۱۷               | قهرمانی                                  | ۳                                        | ۲                                        | ۰                                        | ۱                                        | ۰                                        | ۱۰                                       | ۸                                        | +۲                                       | ۷                                        |
| مجموع                                    | ۴/۴                                      | ۱۱                                       | ۱۰                                       | ۰                                        | ۱                                        | ۰                                        | ۵۰                                       | ۲۹                                       | +۲۱                                      | ۳۱                                       |

### بازی‌های دوستانه
این جدول تنها از نتایج بازی دوستانه تیمی ۲ طرفه (فارغ از جام ملت‌ها، جام جهانی،‌ مسابقات کوچک و غیره) تشکیل شده است.
- As 2۰ اوت ۲۰۱۷

| Year       | Pld | W  | WE | WP | L | GF  | GA | Dif | Pts |
| ---------- | --- | -- | -- | -- | - | --- | -- | --- | --- |
| سال ۲۰۰۹   | ۲   | ۲  | ۰  | ۰  | ۰ | ۱۰  | ۲  | +۸  | ۶   |
| سال ۲۰۱۰ * | ۱   | ۱  | ۰  | ۰  | ۰ | ۷   | ۱  | +۶  | ۳   |
| سال ۲۰۱۱   | ۴   | ۲  | ۰  | ۱  | ۱ | ۱۵  | ۱۳ | +۲  | ۷   |
| سال ۲۰۱۲   | ۲   | ۱  | ۰  | ۱  | ۰ | ۱۰  | ۸  | +۲  | ۴   |
| سال ۲۰۱۳   | ۶   | ۶  | ۰  | ۰  | ۰ | ۲۹  | ۸  | +۲۱ | ۱۸  |
| سال ۲۰۱۴   | ۲   | ۰  | ۱  | ۱  | ۰ | ۵   | ۴  | +۱  | ۳   |
| سال ۲۰۱۵   | ۲   | ۲  | ۰  | ۰  | ۰ | ۶   | ۳  | +۳  | ۶   |
| سال ۲۰۱۶   | ۷   | ۴  | ۰  | ۱  | ۲ | ۳۳  | ۱۸ | +۱۵ | ۱۳  |
| سال ۲۰۱۷   | ۳   | ۳  | ۰  | ۰  | ۰ | ۲۱  | ۱۳ | +۸  | ۹   |
| Total      | ۲۹  | ۲۱ | ۱  | ۴  | ۳ | ۱۳۶ | ۶۹ | +۶۷ | ۶۰  |

- دومین بازی با تیم ژاپن به دلیل نیمه‌تمام ماندن (۰-۰ در زمان بازی) در جدول بالا لحاظ نشده است.

### مروری بر تمامی نتایج
تمامی نتایج تیم ملی فوتبال ساحلی ایران،‌ آمار براساس مسابقات مختلف (تا تاریخ ۲۰ اوت ۲۰۱۷)
| عنوان مسابقات    | تعداد بازی | W  | WE | WP | L  | گل زده | گل خورده | تفاضل گل | امتیاز |
| ---------------- | ---------- | -- | -- | -- | -- | ------ | -------- | -------- | ------ |
| جام جهانی فوتبال | ۲۲         | ۶  | ۱  | ۱  | ۱۸ | ۹۶     | ۱۱۵      | -۱۹      | ۲۱     |
| جام بین‌قاره‌ای    | ۲۰         | ۹  | ۰  | ۵  | ۶  | ۶۹     | ۶۲       | +۷       | ۳۲     |
| جام ملت‌های آسیا  | ۳۸         | ۲۶ | ۱  | ۱  | ۱۰ | ۲۱۵    | ۱۰۲      | +۱۱۳     | ۷۸     |
| بازی‌های آسیایی   | ۲۱         | ۱۷ | ۰  | ۱  | ۳  | ۱۲۰    | ۵۱       | +۶۹      | ۵۲     |
| قهرمانی غرب آسیا | ۴          | ۳  | ۰  | ۱  | ۰  | ۲۰     | ۸        | +۱۲      | ۱۰     |
| مسابقات قاره‌ای   | ۳          | ۳  | ۰  | ۰  | ۰  | ۲۱     | ۵        | +۱۶      | ۹      |
| مسابقات کوچک     | ۱۱         | ۱۰ | ۰  | ۱  | ۰  | ۵۰     | ۲۹       | +۲۱      | ۳۱     |
| بازی‌های دوستانه  | ۲۹         | ۲۱ | ۱  | ۴  | ۳  | ۱۳۶    | ۶۹       | +۶۷      | ۶۰     |
| Total            | ۱۵۱        | ۹۲ | ۳  | ۱۴ | ۴۰ | ۷۲۶    | ۴۳۱      | +۲۹۵     | ۲۹۶    |

توضیح:
- W= پیروزی در وقت قانونی = ۳ امتیاز
- WE= پیروزی در وقت‌های اضافه = ۲ امتیاز
- WP= پیروزی در ضربات پنالتی = ۱ امتیاز
- L= شکست = بدون امتیاز

## افتخارات

### رقابت‌هایجام بین قاره‌ای فوتبال ساحلی
جام بین قاره‌ای فوتبال ساحلی ۲۰۱۳
 جام بین قاره‌ای فوتبال ساحلی ۲۰۱۸
 جام بین قاره‌ای فوتبال ساحلی ۲۰۱۹
 جام بین قاره‌ای فوتبال ساحلی ۲۰۲۲
 جام بین قاره‌ای فوتبال ساحلی ۲۰۱۶
 جام بین قاره‌ای فوتبال ساحلی ۲۰۲۱

### رقابت‌هایقهرمانی فوتبال ساحلی آسیا
قهرمانی فوتبال ساحلی آسیا ۲۰۱۳
 قهرمانی فوتبال ساحلی آسیا ۲۰۱۷
 قهرمانی فوتبال ساحلی آسیا ۲۰۲۳
 قهرمانی فوتبال ساحلی آسیا ۲۰۲۵
 قهرمانی فوتبال ساحلی آسیا ۲۰۰۶
 قهرمانی فوتبال ساحلی آسیا ۲۰۰۷
 قهرمانی فوتبال ساحلی آسیا ۲۰۰۸
 قهرمانی فوتبال ساحلی آسیا ۲۰۰۹
 قهرمانی فوتبال ساحلی آسیا ۲۰۱۱
 قهرمانی فوتبال ساحلی آسیا ۲۰۱۵

### رقابت‌هایجام جهانی فوتبال ساحلی
جام جهانی فوتبال ساحلی ۲۰۱۷
 جام جهانی فوتبال ساحلی ۲۰۲۴